# Teskar
Le teskar est un rite funéraire d'Éthiopie et d'Érythrée. Cette cérémonie est célébrée à la fois par les chrétiens orthodoxes éthiopiens et par les juifs éthiopiens ou falachas.

## Cérémonie chrétienne
Le teskar est organisé quarante jours après le décès d'une personne. Cette cérémonie est considérée comme des secondes funérailles, auxquelles sont présents les mêmes participants qu'à l'enterrement proprement dit.
Après une messe de délivrance de l'âme du défunt, qui lui permet d'accéder au paradis, les invités prennent part à un banquet funéraire. Pendant le teskar, le testament du défunt est lu, ou alors ses dernières volontés, qu'il a exposées à l'oral à un prêtre, sont divulguées par ce dernier. 

## Cérémonie juive éthiopienne
Le teskar, ou sacrifice pour le repos d'un défunt, est aussi une coutume respectée par les juifs éthiopiens, ce qui génère des incompréhensions lors de leur installation en Israël. 
Ce repas commémoratif, dont on trouve aussi le nom orthographié sous la forme täzkar, a lieu après sept jours sans travailler après le décès. On y consomme de la viande de mouton ou de bœuf et on y exprime le souhait que l'âme du défunt entre au paradis.

## Richesse et pauvreté
Ce repas, pour lequel on sacrifie de nombreuses têtes de bétail, coûte très cher et les pauvres doivent économiser beaucoup pour pouvoir assumer cette dépense,, ce que l'honneur commande de faire.
Dans le village érythréen de Mai Weini, dans les années 1990, les familles pauvres restent en deuil jusqu'au douzième jour après l'enterrement, qui est choisi comme jour du teskar, parce qu'elles ne peuvent attendre plus longtemps avant de reprendre leur travail agricole. A l'opposé, quand le fils aîné de l'homme le plus riche du village est décédé, le teskar a été célébré au bout de quarante jours, pendant lesquels le père offrit à manger et à boire aux villageois tous les jours.